# Erwin Dubský
Erwin Antonín Anna Dubský z Třebomyslic (23. června 1836 Brno – 28. února 1909 Vídeň) byl moravský šlechtic, příslušník starého českého, později moravského hraběcího rodu Dubských z Třebomyslic. Sloužil jako fregatní kapitán, který na svých cestách navštívil exotické krajiny Dálného Východu, a které zdokumentoval prostřednictvím jedinečné kolekce předmětů z Japonska, Číny a Severní Ameriky včetně podrobných deníkových zápisů, jejichž významná část je dodnes uložena v prostorách zámku v Lysicích.

## Životopis

### Rodina
Narodil se do rodiny hrabat Dubských, k jejichž lysicko-drnovskému panství náležely vesnice Bedřichov, Drnovice, Hluboké, Kunčina Ves, Kuničky, Lačnov, Štěchov, Lhota u Lysic, Rozsíčka, Touboř, Ústup, Voděrady, Žerůtky, spolu s několika panskými dvory, lihovarem, rybníky a rozsáhlými lesy včetně rodového zámku v Lysicích, jako druhorozený z celkem dvanácti sourozenců.[zdroj?]
Jeho otec byl Emanuel hrabě Dubský z Třebomyslic (20. 2. 1806 – 19. 9. 1881), který mimo své povinnosti majitele panství zastával řadu dalších funkcí. Od roku 1841 byl členem a později předsedou Moravsko - slezské společnosti pro podporu zemědělství, přírodovědy a vlastivědy, dále čestným členem Wernerovy společnosti pro geologický průzkum Moravy a c. k. Slezska (1869) a prezidentem Moravské banky (1869). V roce 1854 byl jmenován c.k. komořím, v roce 1862 c.k. tajným radou a doživotním členem panské sněmovny se stal roku 1869.[zdroj?]
Jeho matka Mathilda, hraběnka Zierotin - Lilgenau (1808–1887), byla příslušnice starobylého moravského rodu Žerotínů.

### Vzdělání
Vzděláním Erwina Dubského byl pověřen Mořic Trapp - pozdější kustod Františkova muzea v Brně, který se stal od 50. let 19. století na zámku v Lysicích archivářem a knihovníkem. Další studia Erwina Dubského probíhala na akademickém gymnáziu v Brně, na ženijní akademii ve Vídni (1849 - 1851) odkud později přešel na námořní akademii do Terstu.[zdroj?]

### Námořní služba
Nastoupil do služby v císařské válečné flotile jako námořní kadet v hodnosti praporčíka.
Od roku 1851 podnikl Erwin Dubský řadu výzkumných i vojenských plaveb nejprve po Středomoří.
V roce 1851 plul na školní plavbě na korvetě Titania jako námořní kadet.
1852 se plavil na korvetě Leipzig.
1853–1854 (?) absolvoval dvě plavby kolem Itálie.
1855 na korvetě Carolina cestoval do Alexandrie.
Na téže korvetě později v letech 1857–1858 absolvoval svoji první cestu přes Atlantik do Brazílie .
Od prosince 1855 do listopadu 1856 absolvoval Erwin Dubský pod vedením kontradmirála císařského námořnictva Ferdinanda Maxmiliána, císařova mladšího bratra, plavbu východním Středomořím ke břehům Malé Asie na kolesovém parníku Elisabeth.
1859 následuje cesta na válečné lodi Kaiser.
1860 na šroubové fregatě Radetzky pluje na Rhodos a Korfu .
1861 podniká plavbu po benátské laguně. Na lodi Andreas Hofer se plaví z Terstu na Korfu a zpět se vrací na šroubové korvetě Adria do Puly.
V roce 1862 plavby kolem Terstu pokračují na freatě Venus a Elizabeth a na fregatě Novara 1862–1863 přestavěné na parní pohon.
Na lodi Greif roku 1870 absolvuje manévrovací plavbu z Terstu do Puly.
1873–1876 expedice k břehům Japonska - "Cesta kolem světa na korvetě Erzherzog Friedrich", kterou Erwin Dubský absolvuje ve funkci prvního důstojníka.
1876 se plaví kolem jadranského pobřeží na lodi Möve, jejíž model lze zhlédnout na lysickém zámku.
1878 plavby východním Středomořím na Garganu a 1883 na Albatrosu tamtéž.
1879 na Minervě k francouzsko-španělskému pobřeží.
Za své služby byl Erwin Dubský povýšen 15. září 1878 císařem Františkem Josefem I. na korvetního kapitána a v 80. letech pak na kapitána fregatního. V roce 1885 byl Erwin Dubský penzionován.

### Cesta do Japonska
Kromě výše uvedených se jeví jako nejvýznamnější expedice, kterou sám Erwin Dubský nazýval Cesta kolem světa na korvetě Erzherzog Friedrich, a jež se datuje od nalodění 23. prosince 1873, vyplutím z přístavu Pula dne 16. května 1874 a končí přistáním 21. června 1876 a vyloděním v domovském přístavu 13. srpna 1876. Velitelem lodi byl kapitán Tobias von Oesterreicher.
Jednalo se o dálkovou expedici, která se vydala nově vybudovaným Suezským průplavem do Adenu a na Cejlon. Poté pokračovala cesta do Singapuru, Hogngkongu, Šanghaje a Japonska. Ze strany Rakouska-Uherska bylo hlavním cílem navázání a získání nových obchodních styků s japonským císařstvím a královstvím Siam, vybudovat obchodní základnu na Borneu a zúčastnit se astronomického pozorování přechodu planety Venuše mezi Zemí a Sluncem. Loď se plavila do Nagasaki, Šimonoseckým průlivem do Kóbe a Jokohamy. Potom se loď obrátila směrem zpět do Hongkongu, plula do Manily a na Tchaj-wan do Bangkoku. Přes indonéské ostrovy zpět do Singapuru, Batávie a odtud zpět do Hongkongu a Jokohamy. Poté se expedice vydala na zpáteční cestu Pacifikem do San Francisca, podél chilského pobřeží do Valparaisa pak Magelhãensovým průlivem do Montevidea.[zdroj?]
Plavba končila cestou přes Gibraltar, do Alžíru a přistáním v domovské Pule.
Podle záznamů Erwina Dubského délka plavby činila 49 000 námořních mil. Krytá korveta Erzherzog Friedrich s parním pohonem lodního šroubu byla válečná rakouská loď s diplomatickým posláním a měla prezentovat císařství v dalekých zemích vedle klasických námořních mocností té doby. Činnost expedice byla deklarována jako vědecká, jejímž účelem je poznání a rozvoj politických vztahů.[zdroj?]

### Sběratelská činnost

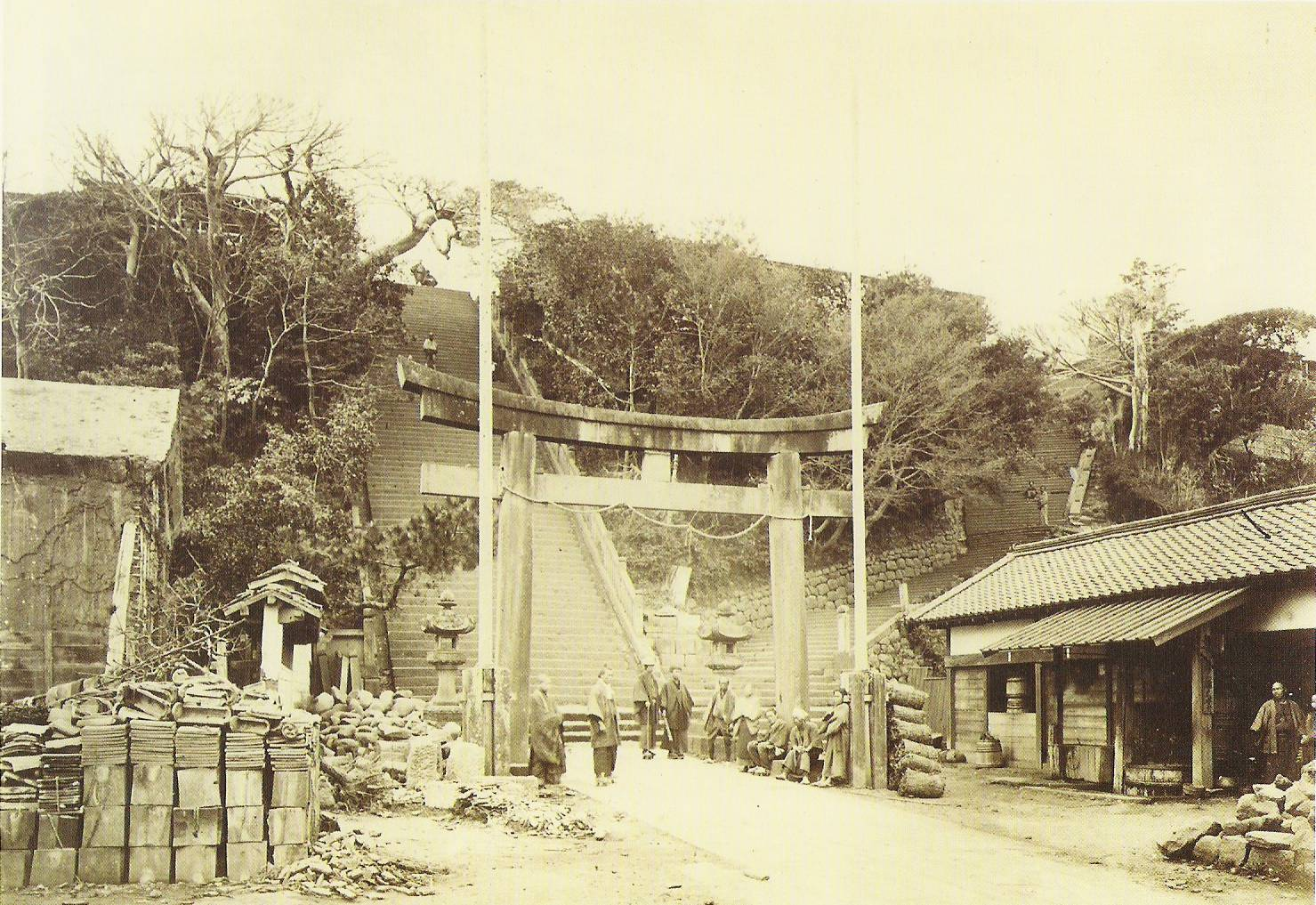
Raimund von Stillfried: Strmé schodiště vedoucí ke svatyni Atago na východní straně pahorku Atago v Tokiu. Příkřejší schodiště je Otokozaka (mužský svah) s 86 schody a mírnější schodiště vpravo je Onnazaka (ženský svah) se 109 schody. Pod bránou torii stojí skupinka 9 statistů, budova vpravo je čajovna. Kolem roku 1872. Fotografie pochází z Námořního deníku Erwina Dubského.

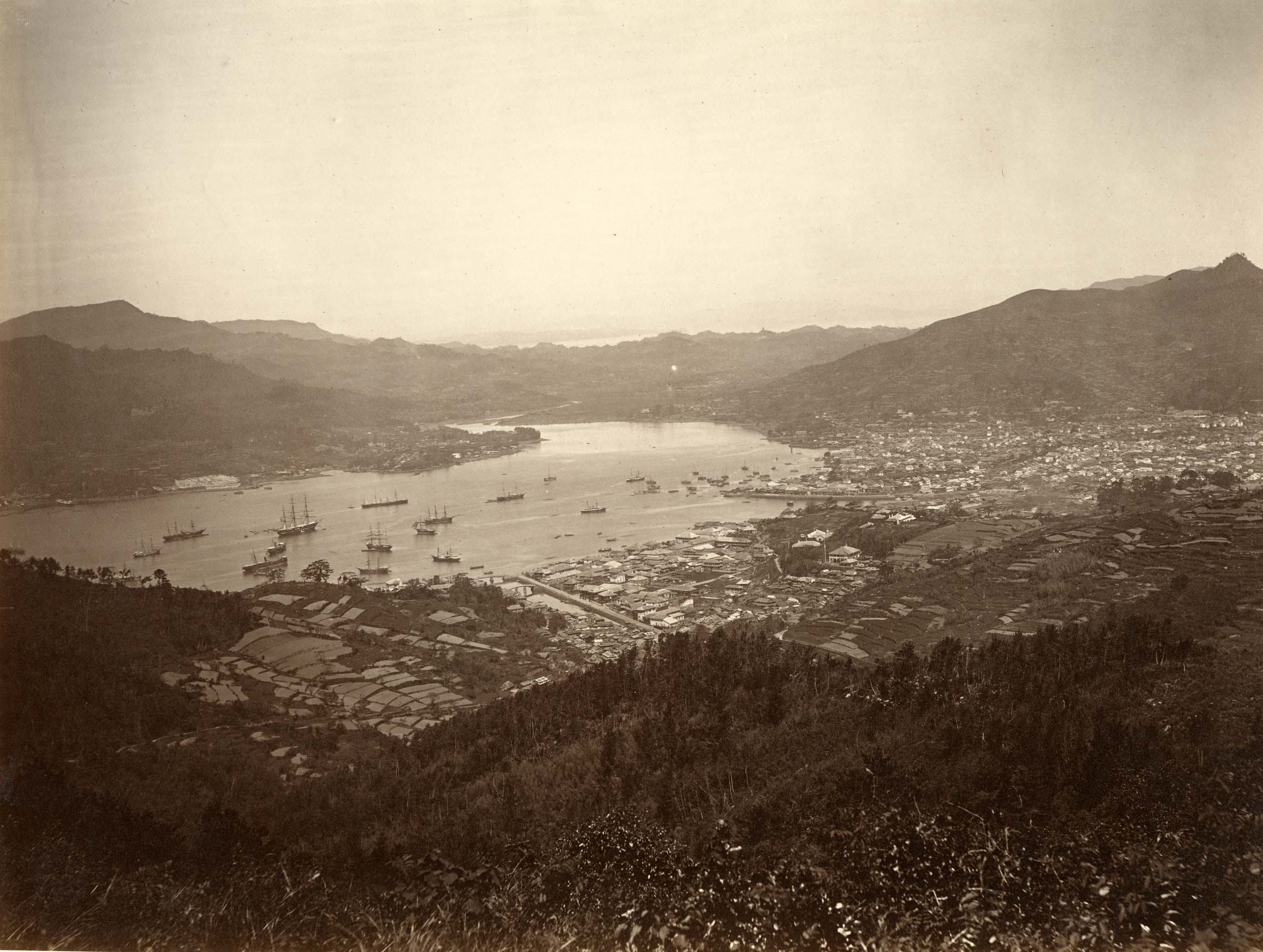
Pohled na Nagasaki z výšin Nabekanmurijama (počátek 70. let 19. století), albuminový papír se zlatým tónováním, sbírka Erwina Dubského, archiv Moravské Galerie v Brně

Erwin Dubský v průběhu cesty nashromáždil jedinečnou sbírku dokumentů, která ve své všestrannosti pokrývá téměř všechny kulturní projevy tehdejší lidské činnosti v zemích Dálného Východu.[zdroj?]
Jako nejvýznačnější se jeví především sbírka 506 kusů albuminových fotografií, která má podobu souboru vyobrazení dokumentujících průběh expedice. Jedná se o krajinné a sídelní veduty, panoramatické snímky exotických přístavů, snímky v antropologickém pojetí místních typů obyvatel včetně detailů jejich oblékání a rekvizit každodenního života. Soubor fotografií je adjustován do devíti alb s názvem Von der Weltumsegelung S. M. Corvette Erzh: Friedrich 1874 - 1876.[zdroj?]
Tři z nich, menší, obsahují portrétní fotografie ručně kolorované a tzv. typy. Dalších šest alb, ve větším formátu, obsahuje fotografie krajin a místních pamětihodností. Fotografie jsou podlepeny kartonem, očíslovány a obsahují krátký popisek. Byli identifikováni tito autoři: Raimund Stillfried z Ratenic, Felice Beato, Francis Chit, Ueno Hikoma, Ičida Sóta a další. Vyobrazení na fotografiích doplňuje Erwin Dubský detailním popisem místních reálií a líčením průběhu expedice ve svých rukopisných denících. Mají formu plavebního deníku a na 192 foliantech shrnují záznamy z let 1851 - 1884 z jednotlivých plaveb včetně samotné plavby na korvetě Erzherzog Friedrich, která začíná zápisem 23. prosince 1873.[zdroj?]
Kromě dvourozměrných dokumentů nakoupil a obdržel darem Erwin Dubský řadu uměleckých artefaktů, předmětů uměleckého řemesla a předmětů etnografického charakteru. Jedná se o výrobky z porcelánu především japonské provenience. Jsou to například vázy zdobené barevnými emaily a zlatem na polevě s tradičním dekorem charakteristickým pro období Mejdži. Dále soubor tenkostěnných šálků s podšálky a víčky, porcelánová toaletní souprava, picí soupravy na saké apod. Ukázky umění laku prezentují pouzdra na čaj a psací potřeby suzuribako . Předměty z bronzu, řezby do kamene, tisky a mapy, textilie, výšivky, vějíře, mince, včetně různorodého etnografického materiálu a loveckých trofejí - například paroží jelena Wapiti ze Severní Ameriky tvoří další sběratelské předměty pořízené Erwinem Dubským včetně souboru japonských zbraní, japonských smaltů a drobných upomínkových předmětů různé východní provenience.[zdroj?]
Po svém návratu domů uspořádal Erwin Dubský koncem léta 1876 výstavu ve třech sálech lysického zámku, která byla otevřena veřejnosti každý den dopoledne. Podle popisu v dobovém tisku se jednalo o kolekci 60 beden, ve kterých se nacházelo 1300 zajímavostí a suvenýrů z Číny a Japonska, Kalifornie, Bombaje a Patagonie, kterými chtěl jejich majitel v duchu idejí světových výstav veřejnosti na Moravě přiblížit dovezené asijské předměty.[zdroj?]

### Závěr
Po odchodu do výslužby se Erwin Dubský vrátil do Lysic, kde se věnoval svým sbírkám a rozsáhlé knihovně, která se zachovala ve své celistvosti dodnes. Obsahuje knihy o vojenství, chovu koní, hospodářské spisy a knihy o architektuře. Je tu zastoupena řada publikací a časopisů o umění, včetně velkého množství aukčních katalogů.[zdroj?]
Erwin Dubský byl mimo jiné také velmi talentovaným malířem. V interiéru knihovny lze dodnes zhlédnout řadu jeho obrazů. Na jednom ze svých posledních děl - autoportrétu - sám sebe vypodobnil jako renesančního vzdělance zabraného do bádání ve své kunstkomoře.[zdroj?]
Erwin Dubský zemřel 28. února 1909 ve Vídni a podle svého přání byl pochován v rodinné hrobce v Lysicích.